# Lassepetteri Laurila
Lassepetteri Laurila (ur. 4 sierpnia 1973) – fiński siatkarz, reprezentant Finlandii. W drużynie narodowej rozegrał 179 spotkań. W sezonie 2005/2006 był zawodnikiem Jastrzębskiego Węgla.

## Kluby
- 1994–1997   PPS Helsinki
- 1997–1998   Näfels
- 1998–2001   Forli Italy
- 2001–2002   Cimone Modena
- 2002–2003   AS Cannes
- 2003–2004   Korson Veto
- 2004–2005   Goia Delle Colle
- 2005–2006   KS Jastrzębski Węgiel
- 2006–2007   Galatasaray
- 2007–2008   Tarto
- 2008–2009   Hurrikaani Loimaa